# Le Train du monde
Pour les articles homonymes, voir The Way of the World.
Le Train du monde (The Way of the World en anglais) est une comédie de la Restauration, écrite par le dramaturge anglais William Congreve, jouée pour la première fois en 1699, puis publiée en 1700. Encore représentée aujourd'hui à l'occasion, la pièce est généralement considérée comme l'une des comédies les plus réussies de la littérature de la Restauration anglaise.

## Résumé
La pièce relate les mésaventures prénuptiales du jeune Mirabell et de la belle Millamant. Cette dernière ne peut épouser son bien-aimé en raison de l'opposition de sa tante, Lady Wishfort. Les amants multiplient les tentatives de persuasion pour que la vieille femme se mette à considérer Mirabell d'un œil plus favorable, et finissent par recourir au stratagème théâtral classique du déguisement pour tromper la douairière.

## Analyse
Cette comédie de la Restauration s'inscrit dans la droite lignée des premières comédies de mœurs de George Etherege, apparues quelques années plus tôt. Tout y est prétexte à la satire et à la représentation sans complaisance de la société de l'époque. Bien que ce terme ne s'applique généralement pas au théâtre, la pièce s'inscrit dans le courant de la littérature augustine (cynicisme, ironie).
Le Train du monde est réputé pour son intrigue extrêmement complexe, et le public, même à l'époque, pouvait éprouver quelques difficultés de compréhension au cours des longs dialogues mis en scène. Cela est d'autant plus vrai de nos jours que le texte comporte un certain nombre d'archaïsmes, ainsi que des références à des auteurs aujourd'hui presque oubliés (Quarles et Prynne entre autres).
Il s'agit sans conteste de la meilleure pièce de l'auteur, ce qui n'empêcha pas un échec si retentissant qu'il mit fin à la carrière littéraire de Congreve.

### Noms des personnages
Les noms des personnages de la pièce, selon un procédé relativement courant en littérature, donnent en soi une indication sur les caractéristiques de ceux qui les portent. Ainsi, l'on reconnaît facilement « mille amants » dans Millamant, ou encore « wish fort » (ou « wish for it ») dans le nom de Lady Wishfort — qui espère ardemment trouver un homme, malgré son âge avancé. Il n'est pas non plus étonnant que le vilain s'appelle Fainall (« feign all » — celui qui feint tout).